# Badlands (film)
Badlands – amerykański dramat kryminalny z 1973 roku w reżyserii i według scenariusza Terrence’a Malicka.

## Główne role
- Martin Sheen – Kit
- Sissy Spacek – Holly
- Warren Oates – ojciec Holly
- Alan Vint  zastępca szeryfa